# Redmond Gerard
Redmond Gerard (Silverthorne, 29 juni 2000) is een Amerikaanse snowboarder. Hij vertegenwoordigde zijn vaderland op de Olympische Winterspelen 2018 in Pyeongchang.

## Carrière
Bij zijn wereldbekerdebuut, in augustus 2015 in Cardrona, scoorde hij direct wereldbekerpunten. In november 2016 behaalde hij in Pyeongchang zijn eerste toptienklassering in een wereldbekerwedstrijd. In januari 2017 stond de Amerikaan in Kreischberg voor de eerste maal in zijn carrière op het podium van een wereldbekerwedstrijd. Op 4 februari 2017 boekte Gerard in Mammoth Mountain zijn eerste wereldbekerzege. Tijdens de Olympische Winterspelen van 2018 in Pyeongchang veroverde hij de gouden medaille op het onderdeel slopestyle.

## Resultaten

### Olympische Winterspelen
| Jaar | Plaats      | Resultaten               |
| ---- | ----------- | ------------------------ |
| 2018 | Pyeongchang | Slopestyle · 5e Big air  |
| 2022 | Peking      | 4e Slopestyle 5e Big air |

### Wereldkampioenschappen
| Jaar | Plaats    | Resultaten                |
| ---- | --------- | ------------------------- |
| 2019 | Park City | 11e Slopestyle            |
| 2021 | Aspen     | 29e Big air 4e Slopestyle |
| 2025 | Engadin   | 5e Slopestyle             |

### Wereldbeker
Eindklasseringen
| Seizoen   | Algm | BA  | SS   |
| --------- | ---- | --- | ---- |
| 2015/2016 | 44e  | –   | 17e  |
| 2016/2017 | 4e   | 33e | Goud |

Wereldbekerzeges
| Datum           | Plaats           | Onderdeel  |
| --------------- | ---------------- | ---------- |
| 4 februari 2017 | Mammoth Mountain | Slopestyle |
| 12 januari 2018 | Snowmass         | Slopestyle |
| 9 maart 2019    | Mammoth Mountain | Slopestyle |
| 8 januari 2022  | Mammoth Mountain | Slopestyle |